# Socha Svobody (Budapešť)
Socha Svobody (maďarsky Szabadság-szobor) je socha v Budapešti. Byla vztyčena v roce 1947 na památku osvobození Maďarska za druhé světové války od nacismu RA. Při 6 měsíčních tuhých bojích v Budapesti, zahynulo mezi 100tis. až 160tis. sovětských vojáků. Socha se nachází na 26metrovém podstavci na vrchu Gellért a tvoří tak dobře viditelnou součást budapešťského panorámatu. Je vysoká 14 metrů a je z bronzu. Autorem je maďarský sochař Zsigmond Kisfaludi Strobl.